# Hari Varešanović
Hari Varešanović (Sarajevo, Bosnia y Herzegovina, 16 de enero de 1961) es un cantante bosnio; forma parte del grupo bosnio Hari Mata Hari.
En 2006 celebró 20 años de carrera en la que ha realizado más de 1000 conciertos. En 1999, Varešanović presentó su canción "Starace i More" con la intención de representar a su nación en el Festival de la Canción de Eurovisión 1999. Sin embargo, la canción fue descalificada debido a que ya se han publicada antes con lo cual Dino Merlin, que quedó segundo representó al país. 
En febrero de 2006, la televisión estatal bosnia eligió como representante a Hari Varešanović con la canción "Lejla" para el Festival de la Canción de Eurovisión 2006. La canción es una balada compuesta por el músico serbio Željko Joksimović y escrita por Dejan Ivanović y Fahrudin Pecikoza. 
El 20 de mayo de 2006, Hari Varešanović y su banda Hari Mata Hari, después de la semifinal, se clasificaron en tercer lugar Festival de la Canción de Eurovisión 2006 en Grecia, obteniendo el mejor resultado histórico para ese país.

## Discografía
- 1985 - U tvojoj kosi
- 1986 - Ne bi te odbranila ni cijela Jugoslavija
- 1988 - Ja te volim najviše na svijetu
- 1989 - Volio bi' da te ne volim
- 1990 - Strah me da te volim
- 1992 - Rođena si samo za mene
- 1994 - Ostaj mi zbogom ljubavi
- 1998 - Ja nemam snage da te ne volim
- 2001 - Sve najljepše od Hari Mata Hari
- 2001 - Baš ti lijepo stoje suze
- 2002 - Ružmarin i najljepše neobjavljene pjesme
- 2002 - Live
- 2004 - Zakon jačega
- 2015 - Stara Ljubavi
- 2017 - Cilim

- Datos: Q744510
- Multimedia: Hari Varešanović / Q744510